# Agave de-meesteriana
Agave de-meesteriana là một loài thực vật có hoa trong họ Măng tây. Loài này được Jacobi mô tả khoa học đầu tiên năm 1864.

## Hình ảnh

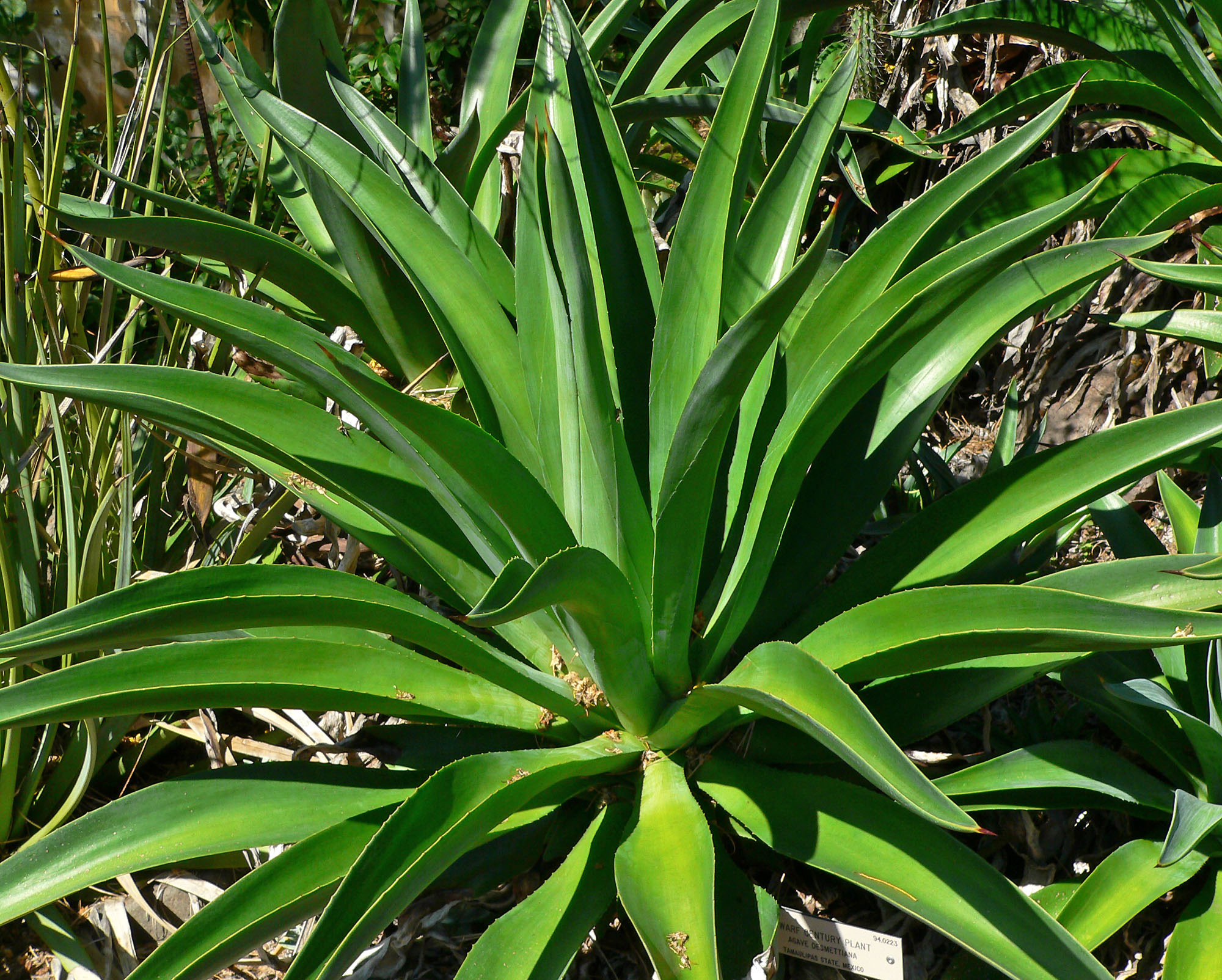
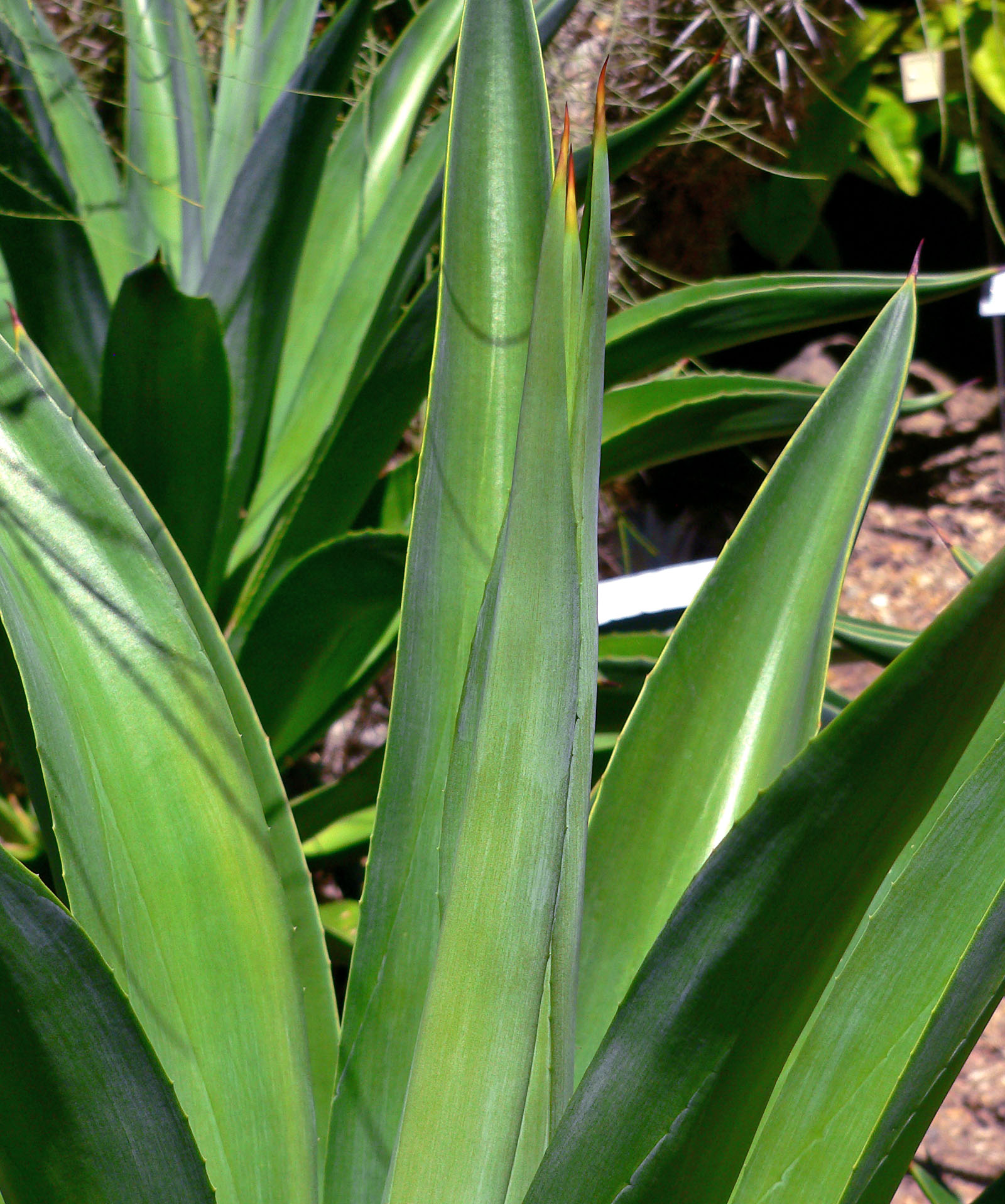
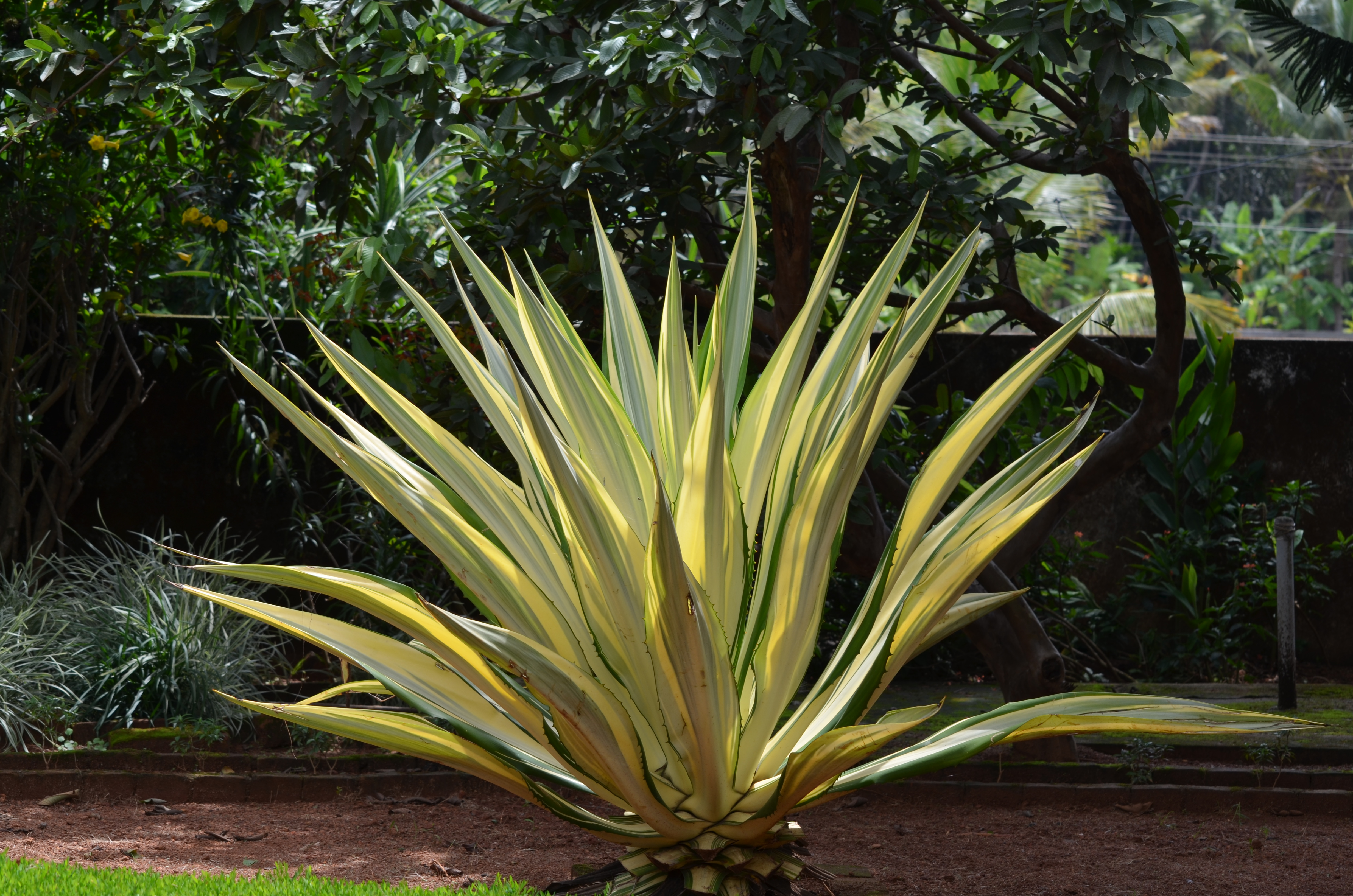
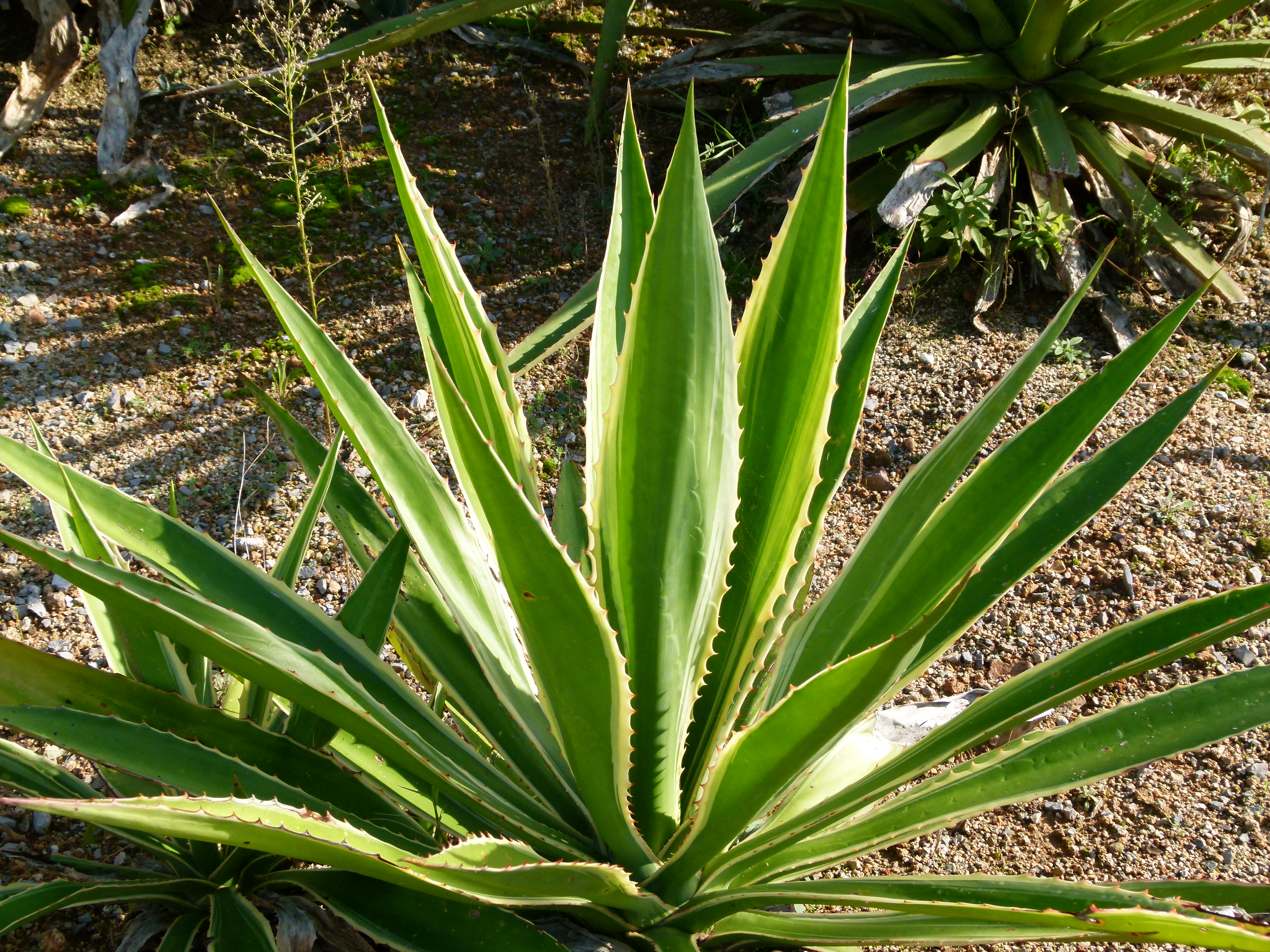